# لوتکووو (استان وارمی-ماسوری)
لوتکووو (به لاتین: Lutkowo) یک روستا در لهستان است که در گمینا للکووو واقع شده‌است.